# NSTG Eger
NSTG Eger (celým názvem: Nationalsozialistische Turngemeinde Eger) byl německý sportovní klub, který sídlil ve městě Eger v okupovaných Sudetech. Založen byl v roce 1939 po zániku původních sportovních klubů Deutsche Sportbrüder Eger a Deutscher SV 1910 Eger. Zanikl v roce 1945 po postupném ústupu německých vojsk z území města. Své domácí zápasy odehrával na Hilaria-Stadionu. Klubové barvy byly černá a bílá.
Největším úspěchem klubu byla celkem dvouroční účast v Gaulize Sudetenland, jedné ze skupin tehdejší nejvyšší fotbalové soutěže na území Německa.

## Umístění v jednotlivých sezonách
Stručný přehled
Zdroj: 
- 1939–1941: Gauliga Sudetenland – sk. 1

Jednotlivé ročníky
Zdroj: 
Legenda: Z - zápasy, V - výhry, R - remízy, P - porážky, VG - vstřelené góly, OG - obdržené góly, +/- - rozdíl skóre, B - body, červené podbarvení - sestup, zelené podbarvení - postup, fialové podbarvení - reorganizace, změna skupiny či soutěže
| Velkoněmecká říše (1939 – 1941) |                             |        |                                                             |                                                             |                                                             |                                                             |                                                             |                                                             |                                                             |                                                             |        |
| Sezóny                          | Liga                        | Úroveň | Z                                                           | V                                                           | R                                                           | P                                                           | VG                                                          | OG                                                          | +/-                                                         | B                                                           | Pozice |
| 1939/40                         | Gauliga Sudetenland – sk. 1 | 1      | 10                                                          | 6                                                           | 0                                                           | 4                                                           | 30                                                          | 25                                                          | +5                                                          | 12                                                          | 3.     |
| 1940/41                         | Gauliga Sudetenland – sk. 1 | 1      | Klub se odhlásil v průběhu sezóny, výsledky byly anulovány. | Klub se odhlásil v průběhu sezóny, výsledky byly anulovány. | Klub se odhlásil v průběhu sezóny, výsledky byly anulovány. | Klub se odhlásil v průběhu sezóny, výsledky byly anulovány. | Klub se odhlásil v průběhu sezóny, výsledky byly anulovány. | Klub se odhlásil v průběhu sezóny, výsledky byly anulovány. | Klub se odhlásil v průběhu sezóny, výsledky byly anulovány. | Klub se odhlásil v průběhu sezóny, výsledky byly anulovány. | 4.     |